# 낸시 윌슨 (재즈 가수)

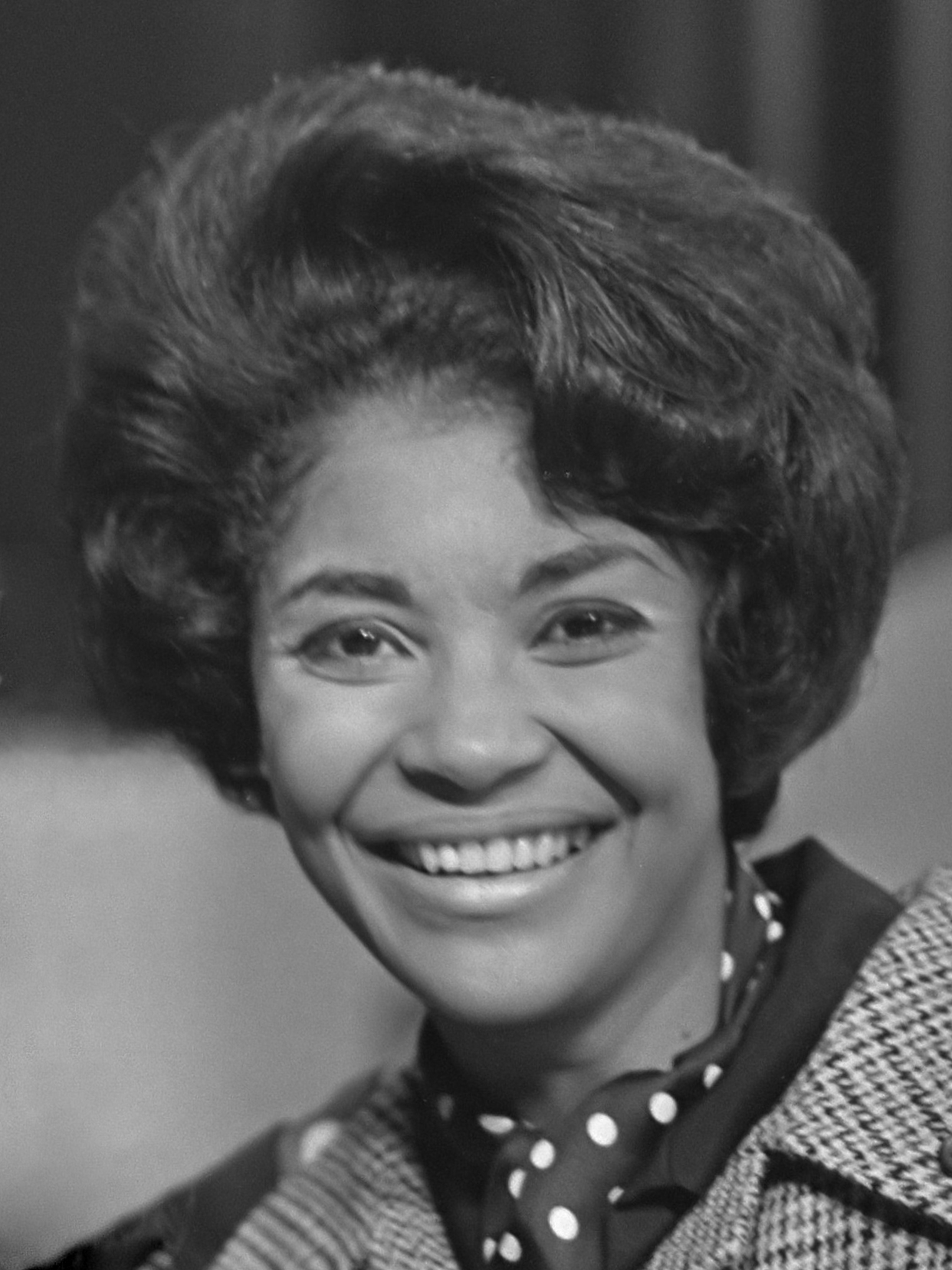
1968년

낸시 수 윌슨(영어: Nancy Sue Wilson, 1937년 2월 20일 ~ 2018년 12월 13일)은 미국의 가수이다.
오하이오주 치리코스에서 태어났다. 지방의 흥행단체에서 노래를 부르던 그를 캐논볼 아다레가 발견하여 캐피털과 계약을 맺었다. 그 후 널리 인기를 얻게 된 흑인 여성가수로서 현대적인 재즈감각이 넘치는 지성적 표현으로 호평을 받았다. <러브 발라드와 블루스>, <딜럭스>, <낸시 윌슨 쇼>, <터치 오브 투디> 등의 음반이 있다.